# Repo! The Genetic Opera
Repo! The Genetic Opera è un film musical horror diretto da Darren Lynn Bousman, basato sull'omonimo spettacolo teatrale di Darren Smith e Terrance Zdunich.
Le riprese sono iniziate nel settembre 2007 a Toronto, in Canada e il film è stato ultimato a fine marzo del 2008. L'uscita nelle sale americane, inizialmente prevista per il 25 aprile e poi per l'8 agosto 2008, è stata spostata al 7 novembre 2008. L'uscita del film in DVD è prevista nel gennaio 2009. Originariamente il regista Lynn Bousman aveva girato un cortometraggio d'anteprima di circa 10 minuti basato sull'opera teatrale di Repo! The Genetic Opera da presentare ai produttori per mostrare le potenzialità del film; nel cast di questo cortometraggio figurava l'attrice Shawnee Smith nel ruolo di Heather Sweet. Successivamente, quando la Lionsgate e la Twisted Pictures ne acquistarono i diritti, sostituirono la Smith con Paris Hilton e cambiarono il nome del personaggio da Heather ad Amber Sweet.

## Trama
Nel 2056 un'epidemia che colpisce gli organi sta uccidendo decine di milioni di persone, mettendo a rischio la sopravvivenza del genere umano. Mentre il panico dilaga e gli scienziati organizzano una massiva raccolta di organi per far fronte all'emergenza, una multimiliardaria azienda biotecnologica, la GeneCo, offre trapianti anche a chi non è abbastanza ricco da assicurarsi nuovi organi, attraverso il pagamento rateizzato degli stessi. Tuttavia, una clausola speciale di "ripossessione" incombe sui contraenti: a chi non riuscirà a far fronte alle rate, i Repo Man, assassini professionisti assoldati dalla GeneCo, riprenderanno con ogni mezzo gli organi trapiantati (Genetic Repo Man).
L'amministratore della GeneCo, Rotti Largo, scopre di essere un malato terminale ed è convinto che nessuno dei suoi tre figli, Luigi, Pavi ed Amber, sia un degno erede e si domanda a chi possa passare la gestione della sua azienda (Things You See In A Graveyard).
Una notte, una diciassettenne di nome Shilo visita segretamente la tomba di sua madre Marni e si imbatte in GraveRobber, che sta scavando corpi per secernere lo Zydrate, un antidolorifico euforico che vende per strada illegalmente per stare al passo con i suoi pagamenti alla GeneCo (21st Century Cure). All'improvviso irrompono le guardie della multinazionale e mentre un uomo mascherato si avvicina a Shilo, lei perde i sensi. Si risveglia nel suo letto insieme al padre Nathan, iperprotettivo, che la rimprovera di inventarsi strane storie; la figlia infatti non può uscire dalla sua stanza, in quanto ha ereditato, dalla madre, una rara malattia del sangue che le impone di rimanere in casa. Shilo, tuttavia, desidera vedere il mondo esterno (Infected). Nathan, tra sé e sé, crede di aver ucciso Marni con una cura che creò per la sua malattia, giurando però di proteggere la figlia a tutti i costi. Si viene a scoprire che Rotti Largo ricattò Nathan, promettendogli di tenerlo fuori di prigione se avesse accettato di diventare il capo Repo Man della GeneCo, sebbene abbia fatto credere a Shilo di essere un medico. (Legal Assassin).
Nel frattempo, i figli di Rotti Largo litigano su chi otterrà l'eredità dell'azienda (Mark it Up). Rotti attira Shilo alla fiera di GeneCo con la promessa di una cura per la sua malattia e si scopre che, in realtà, è stato Rotti ad avvelenare la medicina di Marni all'insaputa di tutti, come vendetta per averlo lasciato, e poi ha ricattato Nathan (Things you see in a Graveyard (reprise) e (Limo Ride). Durante la fiera, Luigi e Pavi discutono ancora sulla volontà del padre, mentre Amber insulta Blind Mag, famosa cantante lirica che sponsorizza la GeneCo. Nata cieca, Mag ha ricevuto occhi chirurgicamente dalla GeneCo a costo di lavorare per loro per sempre. Rotti presenta Mag a Shilo e la cantante, migliore amica di Marni, rimane spiazzata perché le ricorda un sacco l'amica; in pubblico, Rotti rivela che Mag si dimetterà presto dalla GeneCo. Dopodiché, Shilo viene rinchiusa in una stanza e GraveRobber la aiuta a fuggire dalla fiera. La conduce in un quartiere malfamato e qui incontrano molti dei suoi clienti tra cui Amber, dipendente dalla chirurgia, che ha saltato la fiera alla quale avrebbe dovuto parlare, mettendo di nuovo in imbarazzo pubblicamente suo padre (Zydrate Anatomy). Amber spiega che gli occhi di Mag sono pronti per il recupero e che lei prenderà il suo posto sul palcoscenico. Dopo l'arrivo delle guardie, GraveRobber e Shilo si separano e lei torna rapidamente nella sua stanza prima che Nathan si accorga della sua scomparsa.
Rotti assume Nathan per riappropriarsi degli occhi di Mag ma Nathan rifiuta l'incarico, citando la sua stretta amicizia con Marni, lasciando per sempre l'azienda (Night surgeon). Un infuriato Rotti giura di far fuori Nathan. Blind Mag, nel frattempo, fa visita a Shilo per rivelarle che è la sua madrina e con l'intenzione di passare del tempo insieme, in quanto convinta da Nathan che la ragazza fosse nata morta. Avverte Shilo di non fidarsi di Rotti per evitare di fare gli stessi errori che ha fatto lei (Chase The Morning). Nathan arriva a casa e costringe Mag ad uscire dopo che lei lo rimprovera per le sue bugie e per la sua iperprotettività nei confronti di Shilo (Everyone’s A Composer). Nel frattempo, tornato a GeneCo, Rotti scrive il suo testamento quando irrompe Amber con il volto sfigurato, pretendendo i soldi per rifarsi la faccia in modo da essere perfetta per lo spettacolo (Happiness is not a warm scalpel). Concessi i soldi, Rotti è pronto a fare di Shilo l'unica erede (Gold).
Rotti invita Shilo all'Opera e tutti si preparano per l'evento (At The Opera Tonight). Anche Nathan si reca al teatro per salvare Shilo e viene inseguito dai GeneCops che cercano di arrestarlo, ma li evita rapidamente e si dirige all'opera. Amber sale sul palco per il suo debutto, ma la sua esibizione è un fiasco quando la sua faccia, appena trapiantata, cade. Mag completa la sua ultima performance, ma si discosta dal gran finale della canzone, denunciando la famiglia Largo e cavandosi gli occhi in un atto di sfida (Chromaggia). Rotti taglia le corde che sospendevano Mag, impalandola su una staccionata.
Shilo vede arrivare un Repo Man e lo attacca con una pala prima di rendersi conto che è suo padre, e affronta con rabbia Nathan per averle mentito sulla sua professione (Let The Monster Rise). Sul palco Rotti rivela che Shilo che non ha mai avuto una malattia del sangue ma che Nathan ha avvelenato la sua "medicina" nel tentativo di tenerla al sicuro dal mondo esterno, dopo non essere riuscito ad affrontare la perdita di Marni. Mentre la sua malattia inizia a farsi sentire, Rotti promette a Shilo la sua GeneCo se ucciderà suo padre (Cut The Ties). Quando lei rifiuta, Rotti usa l'ultima delle sue forze per sparare a Nathan e muore, dopo aver rinnegato i suoi figli. Dopo un addio in lacrime a suo padre (I Didn't Know I'd Love You So Much), Shilo se ne va, decidendo che le azioni di suo padre non determineranno il suo futuro (Genetic Emancipation).
Shilo fugge, lasciando GeneCo senza eredi legali. Amber eredita invece la compagnia e mette all'asta il suo volto caduto in beneficenza e viene vinto da Pavi.

## Colonna sonora
La colonna sonora originale del film è stata composta da Yoshiki Hayashi, Darren Smith e Terrance Zdunich. Alcuni dei musicisti che sono coinvolti nella sua realizzazione fanno parte dei gruppi Korn, Slipknot, Guns N' Roses e Jane's Addiction.

### Tracce
Questa è la lista ufficiale di tutte le canzoni del film. Alcune sono state tagliate dal film (es. Come Up And Try My New Parts). Di alcune tracce sono incerti gli interpreti.
1. Depraved Heart Murder at Sanitarium Square
2. Genetic Repo Man – Terrance Zdunich
3. Crucifixus
4. Things You See In A Graveyard  – Paul Sorvino
5. 21st Century Cure  – Alexa Vega and Terrance Zdunich
6. Shilo Wakes
7. Infected  – Alexa Vega
8. Legal Assassin – Anthony Head
9. Lungs and Livers
10. Bravi!
11. Mark It Up – Paris Hilton, Bill Moseley, Nivek Ogre
12. Tao Of Mag – Sarah Brightman
13. Limo Ride
14. Thankless Job – Anthony Head
15. No Organes? No Problema!
16. Largo's Little Helpers
17. Genterns
18. Luigi, Pavi, Amber Harass Blind Mag
19. Seeing You Stirs Memories
20. Inopportune Telephone Call
21. Graverobber & Shilo Escape
22. Zydrate Support Network
23. Zydrate Anatomy – Terrance Zdunich, Alexa Vega, and Paris Hilton
24. Who Ordered Pizza?
25. Night Surgeon – Anthony Head, Paul Sorvino, Bill Moseley, and Nivek Ogre
26. Can't Get It Up If The Girl's Breathing?
27. Come Up And Try My New Parts – Paris Hilton
28. Chase The Morning – Sarah Brightman, Alexa Vega, and Sarah Power
29. Everyone's A Composer
30. Come Back!
31. What Chance Has A 17 Year Old Girl
32. Seventeen – Alexa Vega
33. Happiness As Not A Warm Scalpel
34. Gold – Paul Sorvino
35. Nathan Discovers Rotti's Plan
36. Tonight We Are Betrayed
37. At the Opera Tonight – Alexa Vega, Sarah Brightman, Anthony Head, Paris Hilton, Terrance Zdunich, Paul Sorvino, Bill Moseley, and Nivek Ogre
38. Bloodbath!
39. We Started This Op'ra Shit! – Darren Smith, Bill Moseley, Nivek Ogre, Jake Reardon, and Paul Sorvino
40. Buongiorno
41. Needle Through A Bug
42. Rotti's Sermon
43. Blame Not My Cheeks – Paris Hilton
44. Chromaggia – Sarah Brightman
45. Rotti's Pièce De Résistance
46. Let the Monster Rise – Anthony Head and Alexa Vega
47. Don't Poop in my Pool
48. Sawman's Lament
49. The Man Who Made You ____________
50. Cut the Ties
51. Shilo Turns Against _______
52. I Didn't Know I'd Love You So Much – Anthony Head and Alexa Vega
53. Genetic Emancipation – Alexa Vega
54. Epitaph

## Recensioni
Il 4 marzo 2008 una versione ancora preliminare e incompleta del film è stata proiettata in forma privata per i membri della troupe e numerosi critici. Le recensioni seguite sono state molto positive. A quella data, era ancora da completare il mix sonoro.
Per il film Paris Hilton ha vinto il premio Peggiore attrice non protagonista durante l'edizione dei Razzie Awards 2008.